# Anna Karbe

Anna Karbe

Anna Karbe (* 4. Mai 1852 in Gramzow / Uckermark; † 19. April 1875 in Lichterfelde (Barnim)) war eine märkische Lieder- und Heimatdichterin.

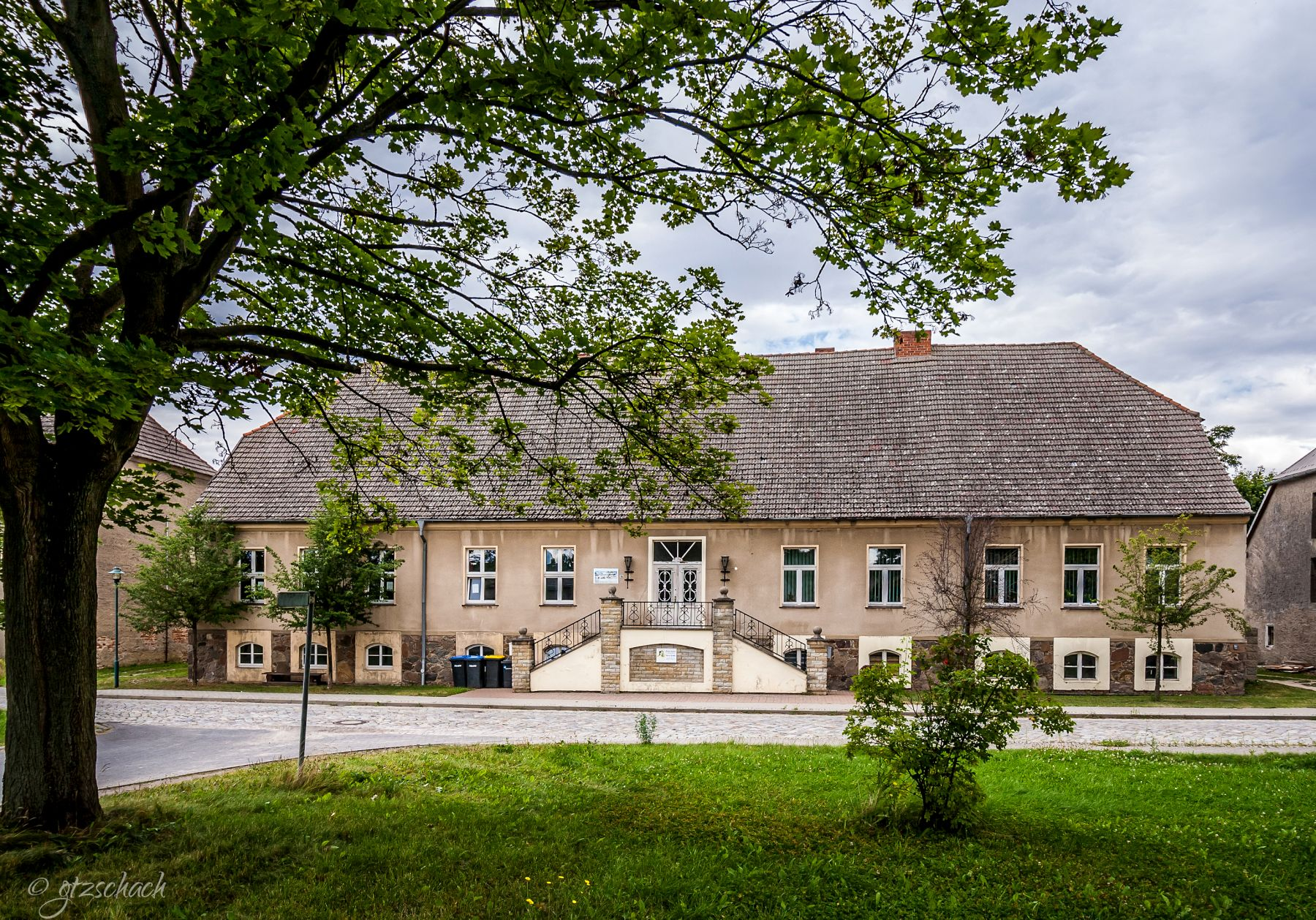
Geburtshaus von Anna Karbe -Gramzower Gutshaus-

## Leben
Anna Karbe war die Tochter von Hermann Karbe (1815–1891), kgl. preuß. Amtsrat und Pächter zu Gramzow/Uckermark, und seiner ersten Ehefrau Mathilde Hengstenberg (1816–1864). Die Mutter war eine Nichte des Theologieprofessors Ernst Wilhelm Hengstenberg und eine Tante des Heimatdichters Walter Karbe.
Bei einem Sturz im Alter von sieben Jahren verletzte sie sich schwer am Rückgrat. Ihr Leben war stark durch Sorgen und Leid geprägt, was sich auch in ihrer Dichtung widerspiegelt. Drei ihrer Geschwister starben früh und als sie zwölf war, starb ihre Mutter.
Anna Karbe wurde preußisch, konservativ und christlich erzogen und geprägt. Sie besuchte keine Schule; sie brachte sich das Lesen selbst bei und erhielt zeitweise Unterricht durch die ortsansässigen Pfarrer oder Hauslehrer.
Am 18. Februar 1873 heiratete Karbe in Bad Freienwalde (Oder) ihren Cousin, den Rittergutsbesitzer von Lichterfelde, Johannes (Hans) Karbe (1844–1919). Am 30. Oktober 1874 wurde ihre Tochter Mathilde geboren, die bereits am 14. November 1874 verstarb.
Anna Karbe starb am 19. April 1875 und ist auf dem Kirchhof in Lichterfelde im Karbeschen Familiengrab beigesetzt. Ihre Eltern und die als Kinder verstorbene Geschwister sind im Karbeschen Familienbegräbnis in Gramzow beigesetzt.
Ihre literarisch-musikalische Bedeutung wurde bereits zu Lebzeiten gewürdigt.

## Leistungen
Ihre in ihren Gedichten verarbeiteten Gefühle, Empfindungen und Hoffnungen waren nicht für die Öffentlichkeit bestimmt. Anna Karbe bezeichnete ihre Dichtung selbst als „Küchenlieder“.
Der Literaturforscher und Pädagoge Philipp Wackernagel wurde nach dem Lesen ihrer Tagebücher auf ihr literarisches Talent aufmerksam und verlegte mehrere ihrer Lieder.
Bis in die 1930er Jahre gab es Neuauflagen der Gedichte von Anna Karbe. 1931 wurde eines ihrer Lieder Bestandteil des Evangelischen Gesangbuchs für Brandenburg und Pommern.

## Würdigungen
Zum Gedenken an ihre künstlerische und heimatkundliche Bedeutung wurde in Gramzow/Uckermark ein Gedenkstein aufgestellt, die dortige Anna-Karbe-Schule und Anna-Karbe-Straße sind ihr zu Ehren benannt. Die Grundschule am Ort ist nach ihr benannt.

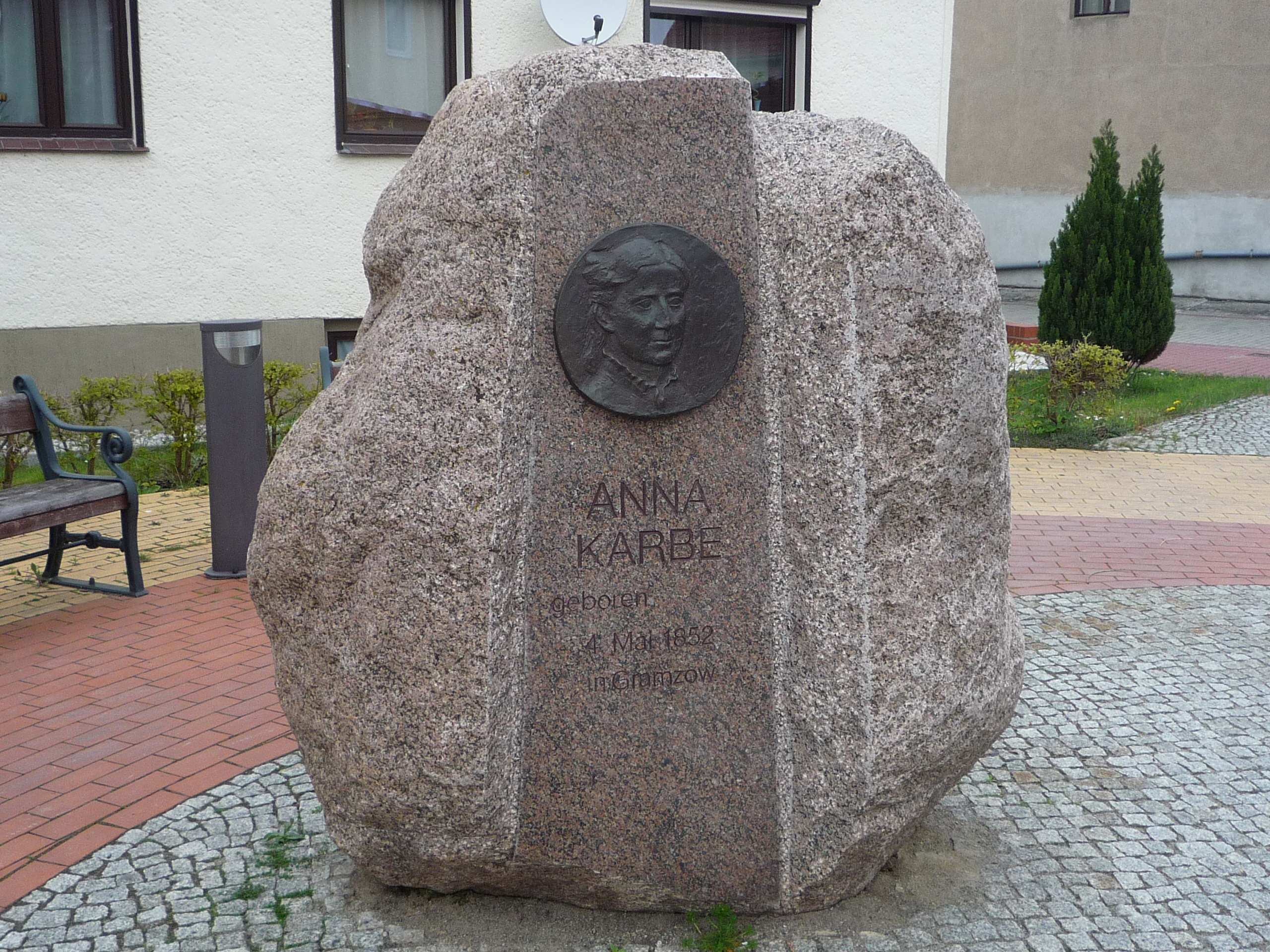
Anna Karbe Gedenkstein

## Werke
- Die Lieder der Anna Karbe. Selbstverlag, Brettleben a. Kyffh. 1928. Vorwort von Pastor Berthold Kitzig. Erinnerungen des Bruders Carl Johannes Karbe (1857–1931).
- Philipp Wackernagel: Auswahl deutscher Gedichte. 6. Auflage. 1872.
- Lieder von Anna Karbe. Gotha. 1881, 1886. Mit einer Photographie der Dichterin. Vorwort von Albert Fischer (Zweite Auflage).
- Die heilige Weihnacht. In: Isabella Braun (Hrsg.): Jugendblätter. Jahrgang 1882. 1. Heft, Druck Dr. C. Wolf & Sohn München, Verlage Fr. Pusset, New York; Braun & Schneider, München 1882.
- Lieder einer Frühvollendeten. Bielefeld 1896. Mit einem Vorwort von Friedrich von Bodelschwingh
- Des Waldes alte Last. Die Geschichte der Uchtenhagen. Typoskript mit Anmerkungen von Karl-Wilhelm Karbe, 1992. (Kopie im Besitz der Kirchgemeinde Lichterfelde).
- Die sogenannten Küchenlieder der Anna Karbe. Handschriftliche Abschrift, o. D. (Kopie im Besitz der Kirchgemeinde Lichterfelde).